# Oligomero

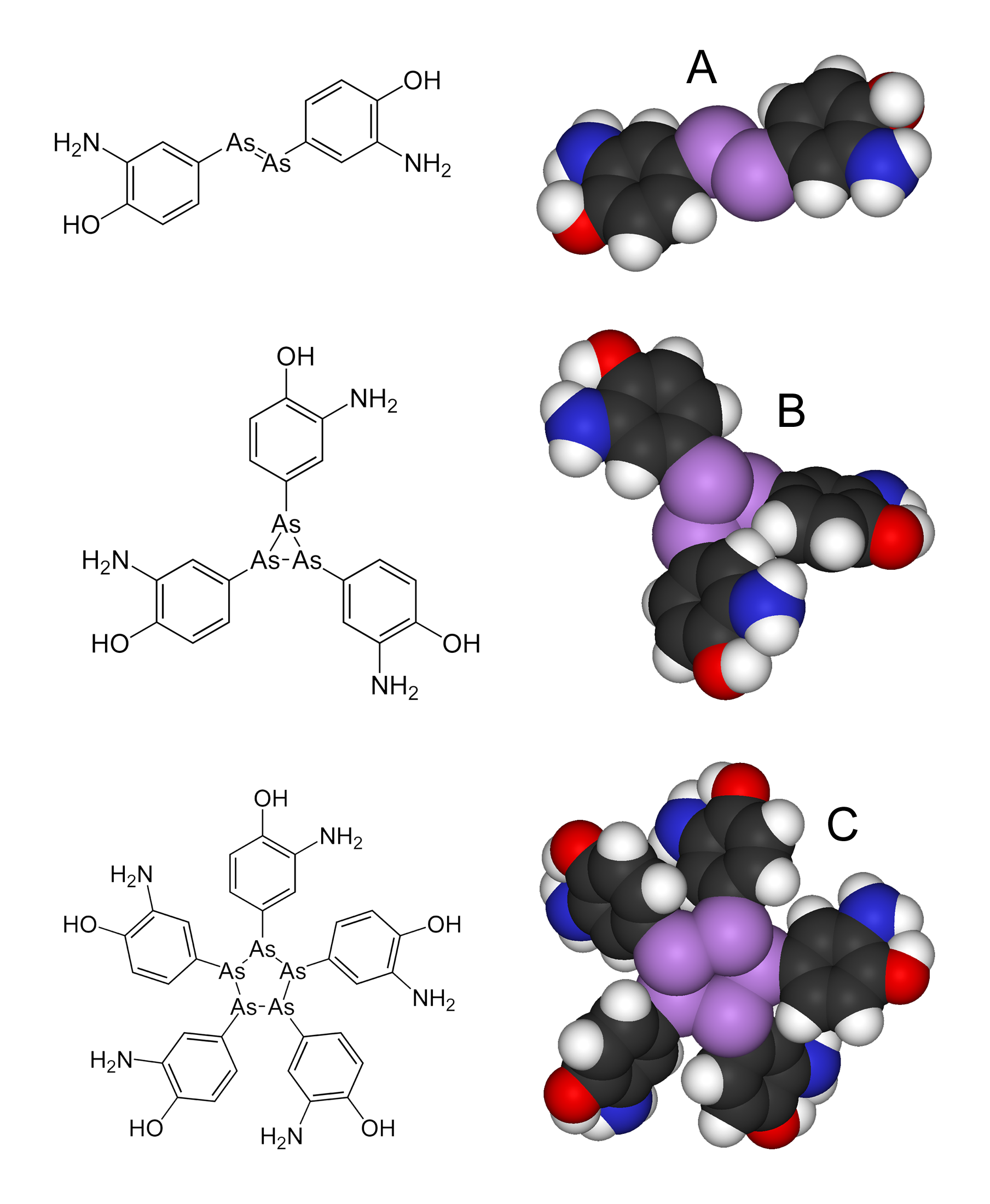
Alcuni esempi di oligomeri (dimero, trimero e pentamero). Le molecole di tipo B e C costituiscono il salvarsan.

In chimica, un oligomero consiste in un numero finito e ridotto di unità monomeriche ("oligo" in greco significa poco), in contrapposizione a polimero che consiste in un numero elevato di monomeri.
In biochimica, il termine oligomero o meglio oligonucleotide è utilizzato per piccoli e brevi singoli frammenti di DNA o RNA generalmente utilizzati negli esperimenti di ibridazione. Può riferirsi alla struttura quaternaria di proteine complesse composte da due (dimeri) o più subunità. In questo caso, un complesso fatto di diverse subunità proteiche è chiamato etero-oligomero. Quando un solo tipo di subunità proteica è presente nel complesso si parla di omo-oligomero.
Il numero del grado di polimerizzazione che definisce il limite tra un oligomero e un polimero è causa di dibattito, comunque è in genere accettato un valore tra 10 e 100.